# 柳城巨猿洞
柳城巨猿洞位于广西壮族自治区柳州市柳城县社冲乡社冲村南楞寨山。1956年当地农民发现古猿下颌骨化石，后经过中国科学院古脊椎动物与古人类研究所发掘，出土了3个巨猿单体化石，1000多枚巨猿牙齿化石。2013年3月5日公布为第七批全国重点文物保护单位。